# إيرمان كونتر
إيرمان كونتر  (بالتركية: Erman Kunter)‏ مواليد 8 أكتوبر 1956، هو مدرب كرة سلة تركي ولاعب سابق بدأ مسيرته الاحترافية في سنة 1975 يدرب فريق لو مان سارت باسكت. اعتزل اللعب في 1992.

## روابط خارجية
- إيرمان كونتر على موقع الاتحاد الدولي لكرة السلة (الإنجليزية)
- إيرمان كونتر على موقع الاتحاد الدولي لكرة السلة (الإنجليزية)
- إيرمان كونتر على موقع بروبوليرز (الإنجليزية)